# Scutare lanuginosa
Scutare lanuginosa är en insektsart som beskrevs av James Mather Hoy 1962. Scutare lanuginosa ingår i släktet Scutare och familjen filtsköldlöss. Inga underarter finns listade i Catalogue of Life.